# 神奇男孩 (游戏)
《神奇男孩》是一款由Escape制作、世嘉发行的平台类游戏。本游戏最初于1986年在街机上发行。游戏后移植至多个平台，包括SG-1000、世嘉Master System、Commodore 64、Amstrad CPC、ZX Spectrum和Game Gear等。
神奇男孩的女友蒂娜被黑暗魔王所抓走。玩家控制神奇男孩通过8个区域，每个区域有4个关卡，其中第8区域需要取得所有28个玩偶才能通过。

## 克隆游戏
Escape具有一个拥有游戏的许可权，但是世嘉保留了拥有主角、头目和名称的所有权。鉴于此，Escape在新的条约下，和Hudson Soft合作制作了一个FC版本的游戏。为了解决许可权问题，Hudson简单地改动了主角和标题，制作了一个克隆游戏《高橋名人之冒險島》。

## 评价
在发行之初，《神奇男孩》广受好评。《电脑与电子游戏》1986年7月刊中，评论家Clare Edgeley为游戏细致、明亮、鲜艳的图形和简单的令人上瘾而称赞。
游戏在街机版本获得商业成功。